# Indicatifs régionaux 678 et 470
 (juin 2012).
Si vous disposez d'ouvrages ou d'articles de référence ou si vous connaissez des sites web de qualité traitant du thème abordé ici, merci de compléter l'article en donnant les références utiles à sa vérifiabilité et en les liant à la section « Notes et références ».

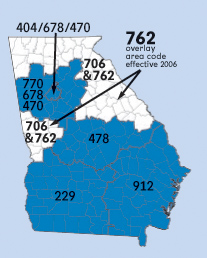
Carte de l'État de Géorgie avec les territoires de ses indicatifs régionaux. Les indicatifs régionaux 678 et 470 sont en bleu dans la demie supérieure de l'État.

Les indicatifs régionaux 678 et 470 sont des indicatifs téléphoniques régionaux qui desservent la région métropolitaine d'Atlanta dans l'État de Géorgie aux États-Unis.
Ces indicatifs régionaux ont été introduits par chevauchement sur les indicatifs 404 et 770. L'indicatif 404 dessert la ville d'Atlanta et ses banlieues rapprochées alors que l'indicatif 770 dessert les autres banlieues de la ville et ses villes-dortoirs.[pas clair]
On peut voir les territoires desservis par les indicatifs régionaux de la Géorgie sur la carte de la North American Numbering plan Administration .
Les indicatifs régionaux 678 et 470 font partie du Plan de numérotation nord-américain.